# Джафер Кодра
Джафер Кодра (на албански: Xhafer Kodra; на македонска литературна норма: Џафер Кодра) е югославски партизанин и деец на комунистическата съпротива във Вардарска Македония.

## Биография
Роден е на 2 април 1923 година в Дебър. Влиза в комунистическата съпротива през 1941 година. През първата половина на 1943 година става члена на Македонската комунистическа партия, а от септември същата година става секретар на Окръжния комитет на МКП за Дебър. От 26 август 1944 година до март 1945 е политически комисар на четвърта македонска албанска бригада, а после неин заместник-политически комисар. Отделно е заместник-политически комисар и на Дебърския младежки батальон. След Втората световна война преминава през различни политически и държавни дейности. На 6 януари 1951 година е назначен за министър в Социалистическа република Македония. След разрива на Тито и Сталин е свален от поста и репресиран.